# Izomorfizm (krystalografia)

szereg izomorficzny: albit - anortyt

Izomorfizm (równopostaciowość) w sensie ogólnym – zdolność do przyjmowania takich samych form krystalograficznych przez substancje o odmiennym, bądź tylko częściowo podobnym, składzie chemicznym, przy jednoczesnej zdolności tych substancji do tworzenia roztworów stałych pierwszego rodzaju (substytucyjnych).
Badania rentgenograficzne doprowadziły do stwierdzenia, że izomorfizm jest wynikiem identycznego ugrupowania atomów (jonów) w strukturach. Przyczyną izomorfizmu jest zdolność atomów, jonów i ich grup o tej samej wartościowości i zbliżonej objętości, do wzajemnego zastępowania się w sieci krystalicznej – (diadochia).
Zdolność zastępowania się jonów w sieci krystalicznej uwarunkowana jest ich promieniami i ładunkami elektrycznymi. Różnica promieni zastępujących się jonów powinna być nie większa niż 15% a ładunek elektryczny sieci po substytucji musi być taki sam. Wraz ze wzrostem temperatury i ciśnienia może dojść do zastąpienia, w określonej proporcji jonów, których promienie wykazują różnicę ponad 15%.

## Rodzaje izomorfizmu
Pojęcie to obejmuje:
- izomorfizm w szerokim tego słowa znaczeniu (izostrukturalność = izotypia),
- izomorfizm, w ścisłym słowa tego znaczeniu, w którym substancje muszą mieć zdolność do tworzenia izomorficznych roztworów stałych czyli wykazują zdolność do zastępowania jonów w strukturach swoich kryształów,
- izomorfizm polimeryczny – przejawia się wtedy, gdy w dwóch lub więcej różnych substancjach chemicznych występują nie pojedyncze równoległościany elementarne, lecz ich grupy np. anortyt – (Ca[Al2Si2O8]) ma dwukrotnie większą komórkę jednostkową niż izomorficzny z nim albit Na[AlSi3O8].

Niekiedy dwie substancje krystaliczne wykazują identyczny typ struktury, różniący się tym, że pozycje kationów i anionów są zmienione. Przykładem tego zjawiska są kryształy fluorku wapnia (CaF2) i siarczku sodu (Na2S).
Takie podobieństwo strukturalne minerałów określane jest mianem antyizomorfizmu.

## Izomorfizm minerałów
Izomorfizm jest częstym zjawiskiem w świecie minerałów.
- Idealny izomorfizm wykazują ałuny – kryształy idealnie izomorficzne mają taką samą postać krystalograficzną i jednakowe kąty między odpowiadającymi sobie ścianami.
- Oliwiny tworzą szereg, w którym forsteryt (Mg2SiO4) i fajalit (Fe2SiO4) są skrajnymi ogniwami, jako że magnez i żelazo zastępują się wzajemnie w dowolnej proporcji (różnica promieni jonowych jest mniejsza niż 15%).
- W węglanach trygonalnych (grupa kalcytu) zastąpienie wapnia przez magnez byłoby bardzo trudne, ponieważ różnica ich promieni jonowych jest większa niż 15%; dlatego też między kalcytem (CaCO3) a dolomitem (CaMg(CO3)2) nie ma substancji izomorficznej. Może natomiast do niej dojść między syderytem (FeCO3) a magnezytem MgCO3); w tym wypadku wymieniają się wzajemnie żelazo (Fe) i magnez (Mg).

Podobieństwo zewnętrznej postaci takich kryształów wynika z podobieństwa ich wewnętrznej budowy, czyli struktury (izostrukturalność).
Mogą one tworzyć szeregi izomorficzne = (roztwory stałe), np.:
- albit – anortyt
- diopsyd – hedenbergit
- forsteryt – fajalit
- ferberyt – hubneryt